# Shen Shichong

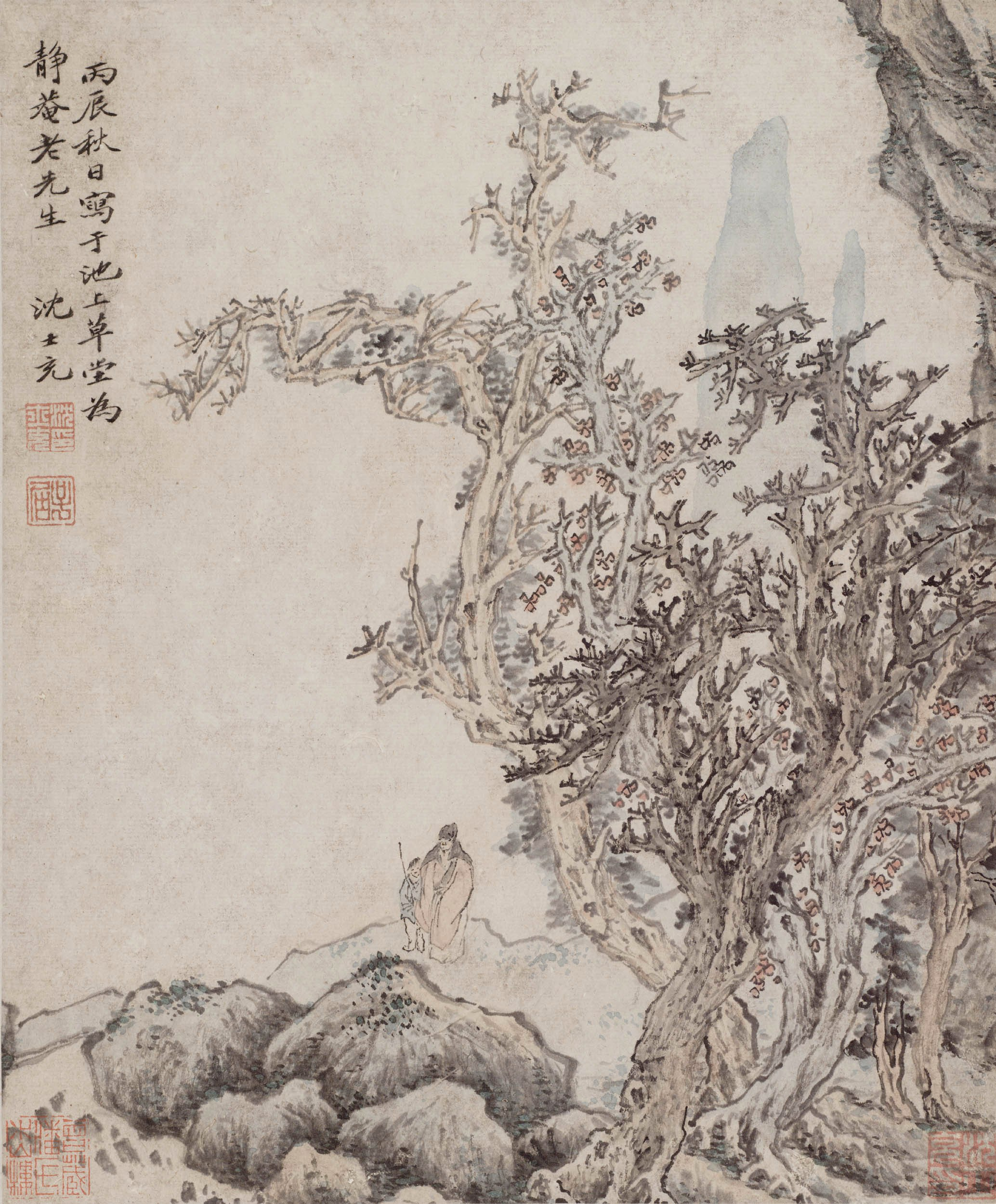
Home i el seu criat sota els arbres

Shen Shichong (xinès: 沈士充; pinyin: Chén Shìchōng), conegut també com a Zhong Chun i Ziju, fou un pintor xinès que va viure sota la dinastia Ming. No es coneixen amb exactitud les dates del seu naixement ni de la seva mort. Era originari de Huating, actualment a la zona metropolitana de Xangai que té la consideració de província.
Shen fou un notable paisatgista. El seu estil s'inspirava en el de Song Maojin i en el de Zhao Zuo. Les seves presenten trets dels grans pintors lletrats del període final dels Ming. Pintures seves es troben al Museu de Belles Arts de Boston, al Museu Nacional del Palau de Taipei, al Museum für Ostasiatische Kunst de Colònia, al Museu del Palau de Pequín i al Museu de Tianjin.